# Брюкнер, Кристиан
Кристиан Брюкнер (нем. Christian Brückner, род. 17 октября 1943 года) — немецкий актёр озвучивания.

## Биография
Кристиан Брюкнер озвучивает на немецком языке таких актёров, как Гари Олдман, Роберт Де Ниро, Роберт Редфорд, Мартин Шин, Харви Кейтель, Берт Рейнольдс, Деннис Хоппер, Жерар Депардьё, Дональд Сазерленд и Джон Войт.
В 2009 году он появился с небольшой немецкоязычной ролью в фильме «Бесславные ублюдки» Квентина Тарантино.
Он также сотрудничал с немецкой транс/техно-группой E Nomine.